# Kapedi
Kapedi is een bestuurslaag in het regentschap Sumenep van de provincie Oost-Java, Indonesië. Kapedi telt 6690 inwoners (volkstelling 2010).